# Jan Paweł II z pastorałem z profilu (monety kolekcjonerskie)
Jan Paweł II z pastorałem z profilu – monety kolekcjonerskie wyemitowane przez Narodowy Bank Polski, o identycznym rysunku rewersu, nominałach 1000–, 2000–, 5000–, 10 000– oraz 200 000 złotych, bite w złocie, stemplem lustrzanym, z datą roczną 1987, wprowadzone do obiegu dnia 14 listopada 1987 r. zarządzeniem z 25 września 1987 r. Z formalnego punktu widzenia, monety przestały być prawnym środkiem płatniczym z dniem denominacji z 1 stycznia 1995 roku, rozporządzeniem prezesa Narodowego Banku Polskiego z dnia 18 listopada 1994 (M.P. z 1994 r. Nr 61, poz. 541).
Zaliczane są do serii tematycznej Jan Paweł II.

## Awers
W centralnym punkcie umieszczono godło – orła bez korony, po bokach którego wybito rok 1987, dookoła napis „POLSKA RZECZPOSPOLITA LUDOWA”, na dole napis:
- „ZŁ 1000 ZŁ” albo
- „ZŁ 2000 ZŁ” albo
- „ZŁ 5000 ZŁ” albo
- „ZŁ 10000 ZŁ” albo
- „ZŁ 200000 ZŁ”,

pod łapą orła znak mennicy w Warszawie.

## Rewers
Na tej stronie monety znajduje się półpostać Jana Pawła II z pastorałem z profilu, z lewej strony, powyżej napis „JAN PAWEŁ II”, a na dole, przy płaszczu papieża, monogram projektantki.

## Nakłady
Monety bito w Mennicy Państwowej, z złocie próby 999, stemplem lustrzanym, według projektu Stanisławy Wątróbskiej-Frindt. Nakłady oraz parametry metrologiczne poszczególnych nominałów przedstawiono w tabeli:
| Lp. | Nominał         | Średnica (mm) | Masa (gram) | Nakład (sztuk) |
| --- | --------------- | ------------- | ----------- | -------------- |
| 1   | 1000 złotych    | 18            | 3,1         | 201            |
| 2   | 2000 złotych    | 22            | 7,7         | 201            |
| 3   | 5000 złotych    | 27            | 15,5        | 201            |
| 4   | 10 000 złotych  | 32            | 31,1        | 201            |
| 5   | 200 000 złotych | 70            | 373,2       | 101            |

## Opis
Rysunek rewersu jest jednym z siedmiu z Janem Pawłem II, które znalazły się na monetach okresu PRL.
W pierwszej połowie XXI w. na rynku kolekcjonerskim monety z tym rysunkiem rewersu nazywane są czasami „Jan Paweł II pastorał”. W szczególności dotyczy to nominału 10 000 złotych, ze względu na wybicie również w 1987 r. innej 10 000-tysiązłotówki, czyli Jan Paweł II z półprofilu.

## Wersje próbne
Dla wszystkich nominałów, z wyjątkiem 200 000 złotych, istnieją wersje próbne w niklu z wypukłym napisem PRÓBA, wybite przez Mennice Państwową w 1989 r. w nakładzie 500 sztuk każda.
Dla każdego z tych czterech nominałów istnieją również próby technologiczne w złocie Au999 wybite w nieznanym nakładzie.
W przypadku najwyższego nominału – 200 000 złotych w katalogach opisywana jest próba technologiczna w złocie (Au999, średnica 70 mm, masa 373,2 grama) z wypukłym napisem PRÓBA, wybita w nakładzie 5 sztuk.